# Radio Kö
Radio Kö ist ein privates Lokalradio aus Augsburg.

## Geschichte
Der ursprüngliche Augsburger Lokalradiosender Radio Kö 87,9 beendete den Sendebetrieb aus wirtschaftlichen Gründen im Jahr 2002. Die UKW-Frequenz fiel an die Rock Antenne Bayern.
Am 2. Oktober 2006 ging Radio Kö wieder auf Sendung und löste das bisherige „Oldie Radio RT.2“ ab. Veranstalter war die rt1.media group, eine Tochtergesellschaft der mediengruppe pressedruck. 
Zum Vorgänger Radio Kö, bestand eine Verbindung nur über die Rechte, die sich die neuen Eigentümer im Jahr 2006 gesichert hatten, um den eingeführten Sendernamen für ihr Kabelprogramm zu nutzen. 
Radio Kö sendete 24 Stunden täglich im Kabel auf der Frequenz 96,00 und via DAB im Raum Augsburg. Die DAB-Lizenz lief bis zum 30. April 2011. 
In seiner Sitzung am 29. Juli 2010 genehmigte der Medienrat der Bayerischen Landeszentrale für neue Medien (BLM) die Änderung des Formats von „Radio Kö“ in „rt1 in the mix“ für die Verbreitung im lokalen DAB-Versorgungsgebiet Augsburg.
Danach wurde das Programm von Radio Kö nur noch als Livestream im Internet verbreitet. Spätestens im Dezember 2018 verstummte der Livestream und der Internet-Auftritt wurde ebenfalls abgeschaltet.
Seit Juli 2023 ist Radio Kö wieder als Livestream im Internet zu empfangen und wird von Megaradio Bayern betrieben.